# Muriel Noah Ahanda
Muriel Noah Ahanda, född 25 maj 1982, är en friidrottare från Kamerun. Hon deltog vid olympiska sommarspelen 2004.